# Monuments nationaux de Čitluk
Cet article recense les monuments nationaux situés sur le territoire de la municipalité de Čitluk en Bosnie-Herzégovine et dans la fédération de Bosnie-et-Herzégovine. La liste établie par la Commission pour la protection des monuments nationaux compte 2 monuments nationaux inscrits sur la liste principale et 4 monuments inscrits sur une liste provisoire.

## Monuments nationaux
| Monument              | Localité       | Géolocalisation | Datation       | Commentaire éventuel                        | Photo |
| --------------------- | -------------- | --------------- | -------------- | ------------------------------------------- | ----- |
| Cimetière de Mainovac | Vionica        |                 | ?              | Avec le quartier de Bedra ; site historique |       |
| Tour du haïdouk       | Kručeviće Brdo |                 | XVIIe siècle ? |                                             |       |

## Liste provisoire
| Monument                          | Localité  | Géolocalisation | Datation          | Commentaire éventuel | Photo |
| --------------------------------- | --------- | --------------- | ----------------- | -------------------- | ----- |
| Colline de Križevac               | Međugorje |                 |                   | Site de pèlerinage   |       |
| Église Saint-Blaise de Gradnići   | Gradnići  |                 |                   | Église catholique    |       |
| Église Saint-Jacques de Međugorje | Međugorje |                 | Consacrée en 1969 | Église catholique    |       |
| Église Saint-Étienne de Čerin     | Čerin     |                 |                   | Église catholique    |       |